# Anatolij Stessel
Anatolij Michajłowicz Stessel, ros. Анатолий Михайлович Стессель (ur. 28 czerwca?/10 lipca 1848 w Petersburgu, zm. 5 stycznia?/18 stycznia 1915 w Chmielniku) – rosyjski generał porucznik, uczestnik wojny rosyjsko-japońskiej 1904–1905.

## Życiorys
Po ukończeniu Pawłowskiej Szkoły Wojskowej w 1866 w stopniu porucznika, został skierowany do służby w pułku piechoty.
Brał udział w wojnie rosyjsko–tureckiej 1877–1878. Dowodząc brygadą brał udział w powstaniu bokserów 1900–1901 w Chinach, maszerując ze swoją jednostką na Pekin. Od sierpnia 1903 komendant twierdzy Port Artur. Od lutego 1904 dowódca 3 Korpusu Syberyjskiego. Po rozpoczęciu wojny rosyjsko-japońskiej 1904–1905, od marca 1904 komendant Kwantuńskiego Rejonu Umocnionego. W czasie obrony Port Artur w 1904, mimo niepowodzeń w walkach, zyskał przychylność prasy i monarchy. Został ogłoszony bohaterem tej obrony. Jednak w grudniu 1904, mimo braku zgody Rady Wojskowej poddał twierdzę Japończykom.
We wrześniu 1906 zwolniony ze służby i skierowany w stan spoczynku. W 1907, pod naciskiem opinii publicznej oddany pod sąd wojenny, który w 1908 uznał go za winnego poddania Port Artur i skazał na karę śmierci, zamienioną na 10 lat więzienia. W 1909 ułaskawiony przez Mikołaja II.

## Odznaczenia
- Order św. Jerzego III kl.
- Order św. Jerzego IV kl.
- Order Świętego Włodzimierza III klasy
- Order Świętego Włodzimierza IV klasy
- Order Świętej Anny I klasy
- Order Świętej Anny II klasy
- Order Świętej Anny III klasy
- Order Świętego Stanisława I klasy
- Order Świętego Stanisława II klasy
- Order Świętego Stanisława III klasy
- Medal Pamiątkowy za Wojnę z Turcją 1877-1878
- Medal na Pamiątkę Koronacji Aleksandra III
- Medal na Pamiątkę Koronacji Cesarza Mikołaja II
- Order Czerwonego Orła (Prusy)
- Pour le Mérite (Prusy)
- Order Wschodzącego Słońca II klasy (Japonia)
- Medal "Za Dzielność" (Bułgaria)